# بي 68 توفتير
بي 68 توفتير (بالإنجليزية: B68 Toftir)‏ هو فريق كرة قدم من مدينة توفتير في جزر فارو، أُسس بتاريخ 1962، يلعب في 1. deild ‏، في ملعب سفانغاسكارو.

## وصلات خارجية
- صفحة بيانات بي 68 توفتير على موقع كووورة، تاريخ الوصول: 26 سبتمبر 2018.
- الموقع الرسمي